# Mosquera (el Castellet)
Mosquera o La Boixoga és un paratge del terme municipal de Tremp, al Pallars Jussà, dins de l'antic terme ribagorçà d'Espluga de Serra.
Està situat al nord de la Roca Mosquera, en el seu mateix vessant, al sud-oest del poble del Castellet, i a l'esquerra del barranc del Comellar.